# Tulagi
Tulagi (alte Schreibweise: Tulaghi) ist eine Stadt auf der gleichnamigen Insel der Inselrepublik Salomonen, und Hauptstadt der Provinz Central.

## Geografie
Tulagi liegt nur 170 Meter vor der Südküste der großen Nachbarinsel Nggela Sule und rund 30 Kilometer nördlich der Insel Guadalcanal am Ironbottom Sound. Die Insel ist 5,5 km lang und hat 1251 Einwohner.

## Geschichte
Tulagi war von 1896 bis 1952 die Hauptstadt des britischen Salomonen-Protektorats.
Am 3. Mai 1942 besetzte die japanische Armee während des Pazifikkriegs die Insel Tulagi, um hier einen Luftstützpunkt zu errichten. Am nächsten Tag wurden die im Hafen liegenden japanischen Schiffe von Kampfflugzeugen des US-amerikanischen Flugzeugträgers Yorktown angegriffen. (Die Insel ist deshalb beliebt bei Wracktauchern.) Dies war einer der Auftakte zur folgenden Trägerschlacht im Korallenmeer.
Die US-Truppen landeten schließlich am 7. August 1942 im Rahmen der Schlacht um Guadalcanal auch auf Tulagi und den anderen Florida Islands und nahmen die Insel am Folgetag ein. Durch die Kampfhandlungen wurde die Stadt zerstört, und die Verwaltung des Protektorats zog vorübergehend nach Auki auf Malaita um. Nach dem Krieg wurde entschieden, Tulagi nicht als Hauptstadt wieder aufzubauen, sondern 1952 nach Honiara zu verlegen, die aus dem großen US-Militärstützpunkt auf Guadalcanal entstanden war.
Die Sam Group mit Sitz in Peking, eine staatsnahe chinesische Firma, pachtete per Vertrag mit der Provinzregierung vom 22. September 2019 einen Teil der Insel. Fünf Tage davor hatten die Salomonen die Beziehungen zu Taiwan abgebrochen. China hatte, der New York Times zufolge, diese Ausweitung seines Einflusses im pazifischen Raum dadurch vorbereitet, dass Politiker der Salomonen über Jahre mit teuren Geschenken bedacht worden waren.